# White City: A Novel
Albums de Pete Townshend
All the Best Cowboys Have Chinese Eyes
(1982) Deep End Live!
(1986)
White City: A Novel est le troisième album solo de Pete Townshend. Il est sorti en 1985 sur le label Atco Records.
Les singles extraits de cet album sont successivement Give Blood en 1985, Face the Face en 1985, puis Secondhand Love en 1986.
La chanson White City Fighting est à l'origine une composition de David Gilmour, le guitariste de Pink Floyd, pour son second album solo, About Face (1984). Townshend écrit les paroles pour plusieurs chansons de cet album, mais celles qu'il écrivit pour celle-ci ne plurent pas à Gilmour. Ce dernier envoya la chanson à Roy Harper, mais ses paroles ne plurent pas davantage à Roy que celles de Townshend. La version de Harper apparaît sur son album avec Jimmy Page, Whatever Happened to Jugula?, sorti la même année que White City. David Gilmour joue d'ailleurs sur deux morceaux de cet album.

## Titres
Toutes les chansons sont écrites et composées par Pete Townshend, sauf mention contraire.
| 1. | Give Blood      | 5:44 |
| 2. | Brilliant Blues | 3:06 |
| 3. | Face the Face   | 5:51 |
| 4. | Hiding Out      | 3:00 |
| 5. | Secondhand Love | 4:12 |

| 6. | Crashing By Design  |                               | 3:14 |
| 7. | I Am Secure         |                               | 4:00 |
| 8. | White City Fighting | David Gilmour, Petz Townshend | 4:40 |
| 9. | Come to Mama        |                               | 4:40 |

La réédition parue chez Hip-O Records en 2006 comprend trois titres bonus :
| No  | Titre                  | Auteur                                                                | Durée |
| --- | ---------------------- | --------------------------------------------------------------------- | ----- |
| 10. | Night School           |                                                                       | 3:23  |
| 11. | Save It for Later (en) | Roger Charlery, Andy Cox, Everett Morton, David Steele, Dave Wakeling | 4:58  |
| 12. | Hiding Out (12" mix)   |                                                                       | 5:50  |

Une autre réédition parue au Japon chez Imperial la même année comprend deux titres bonus enregistrés en concert à la Brixton Academy :
| No  | Titre           | Auteur | Durée |
| --- | --------------- | ------ | ----- |
| 10. | Secondhand Love |        |       |
| 11. | Face the Face   |        |       |

## Musiciens
- Pete Townshend : guitares, chant
- Steve Barnacle : basse
- John Bundrick : claviers
- Mark Brzezicki : batterie

Musiciens invités :
- David Gilmour : guitare sur Give Blood et White City Fighting
- John Bundrick : claviers
- Peter Hope-Evans : harmonica
- Tony Butler : basse
- Phil Chen : basse
- Chucho Merchan : basse
- Pino Palladino : basse
- Simon Phillips : batterie
- Clem Burke : batterie
- Kick Horns : Simon Clarke, Roddy Lorimer, Dave Sanders, Tim Sanders, Peter Thoms
- Chœurs : Jackie Challenor, Mae McKenna, Lorenza Johnson, Emma Townshend
- Justine Frischmann : chœurs sur Night School
- Récitation: Ewan Stewart